# Турецький Василь Степанович

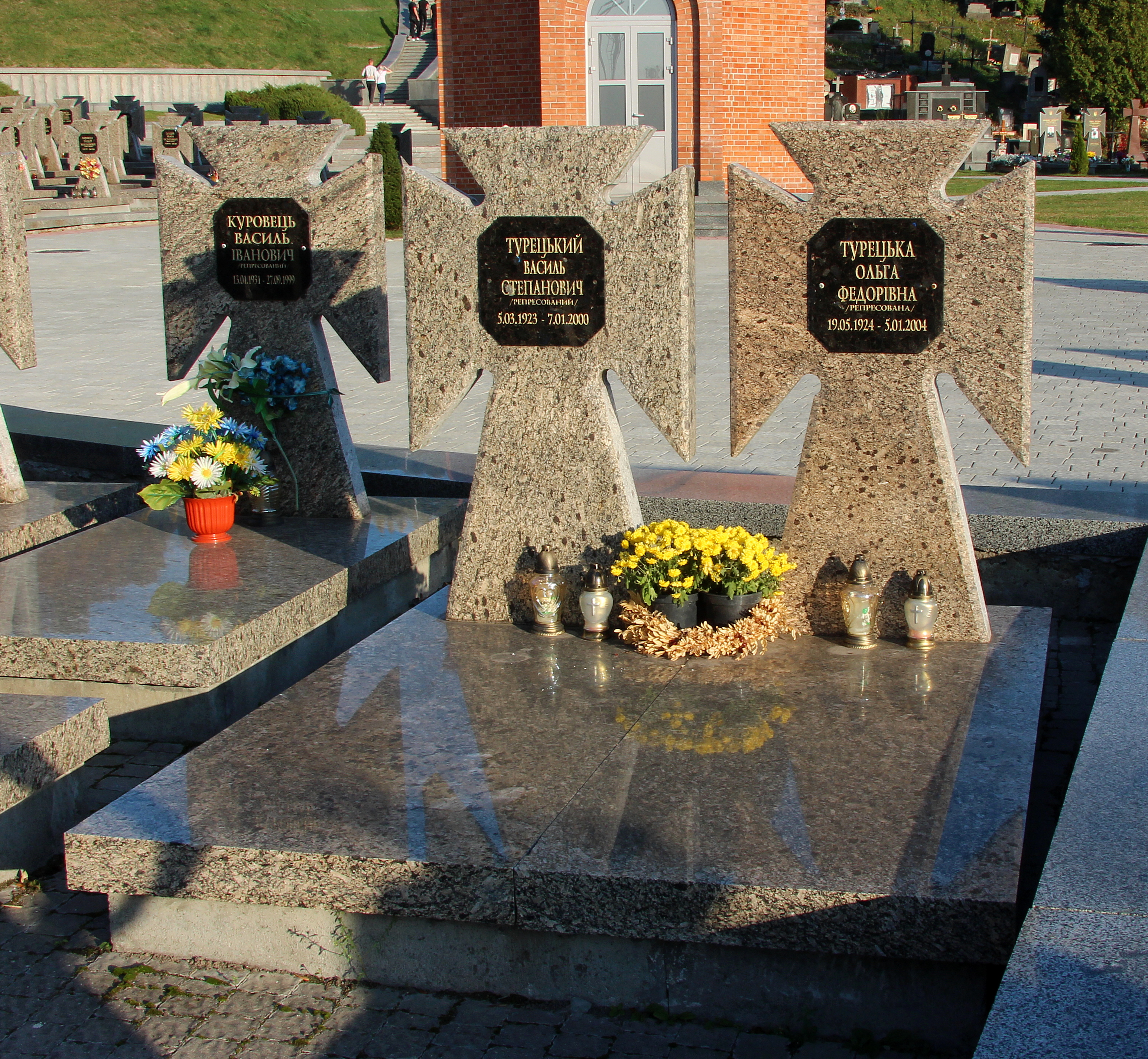
Могила Василя Турецького на 76 полі Личаківського цвинтаря

Турецький Василь Степанович — скульптор, живописець, графік та театральний художник. Заслужений художник УРСР. Заслужений працівник культури УРСР. 

## Життєпис
Народився на Буковині. У 1939 прибув до Львова. Навчався у Львівській мистецько-промисловій школі на відділі графіки (професор — Микола Бутович).
У 1944 повернувся у рідну Заставну на Буковині, де його схопили енкаведисти і без слідства засудили до смертної кари, яку потім замінили на 25-річне ув'язнення. Покарання відбував у Вінницькій розподільчій тюрмі. Згодом на каторжних роботах у мордовських таборах. Після повернення осів в Івано-Франківську, де працював в обласному художньому фонді скульптором. Створив серію надгробних пам'ятників відомих мистецькою довершеністю (родині Макогонів — батькам Ірини Вільде та іншим). 
У 1965 році запросили на посаду головного художника до Івано-франківського обласного драмтеатру імені Івана Франка, де він оформив вистави «Майська ніч», «Роксоляна», «Камінний Хрест», «Украдене щастя», «Данило Галицький», «Наймичка», «Сестри Річинські», «Безталанна» та інші. Саме ці спектаклі приносять авторові визнання. Йому надано звання Заслужений працівник культури УРСР.
У 1979 році переїхав до Львова, де працював у худфонді у царині історичного портрету та історичної діорами для музеїв України. Василь Турецький відомий як знавець етнографії та народного костюму. Велика графічна спадщина мистця — портрети діячів культури України, театральні ескізи, ілюстрації, екслібриси та інш. Похований на полі № 76, пантеону діячів українського патріотичного руху Личаківського цвинтаря.